# يوهان بلات
يوهان بلات (بالهولندية: Johan Plat)‏ (ولد في 26 فبراير 1987) هو لاعب كرة قدم هولندي، يلعب مهاجماً.

## روابط خارجية
- يوهان بلات على موقع قاعدة بيانات كرة القدم.إي يو (الإنجليزية)
- يوهان بلات على موقع بيانات كرة القدم. دي إي (الألمانية)
- يوهان بلات على موقع عالم كرة القدم.نت (الإنجليزية)